# Divizia A 1966-1967
La Divizia A 1966-1967 è stata la 49ª edizione della massima serie del campionato di calcio rumeno, disputato tra il 21 agosto 1966 e il 11 giugno 1967 e si concluse con la vittoria finale del Rapid București, al suo primo titolo.
Capocannoniere del torneo fu Ion Oblemenco (Universitatea Craiova), con 17 reti.

## Formula
Le squadre partecipanti furono 14 e disputarono un turno di andata e ritorno per un totale di 26 partite con le ultime due retrocesse in Divizia B.
Le qualificate alle coppe europee furono quattro: la vincente alla coppa dei Campioni 1967-1968, la vincente della coppa di Romania alla coppa delle Coppe 1967-1968 e due ulteriori squadre alla Coppa delle Fiere 1967-1968.
Le tre squadre universitarie cambiarono denominazione: lo Știința Timișoara diventò Politehnica Timișoara mentre lo Știința Cluj e lo Știința Craiova diventarono rispettivamente Universitatea Cluj e Universitatea Craiova.

## Squadre partecipanti
| Club                  | Città       | Stadio | Posizione 1965-1966 |
| --------------------- | ----------- | ------ | ------------------- |
| Steaua Bucarest       | Bucarest    |        | 12°                 |
| Politehnica Timișoara | Timișoara   |        | 11°                 |
| Farul Constanța       | Costanza    |        | 9°                  |
| Rapid Bucarest        | Bucarest    |        | 2°                  |
| Dinamo Bucarest       | Bucarest    |        | 3°                  |
| Steagul Roșu Brașov   | Brașov      |        | 5°                  |
| UTA Arad              | Arad        |        | 10°                 |
| Universitatea Craiova | Craiova     |        | 8°                  |
| Dinamo Pitești        | Pitești     |        | 4°                  |
| Universitatea Cluj    | Cluj Napoca |        | 7°                  |
| Petrolul Ploiești     | Ploiești    |        | Campione di Romania |
| Jiul Petroșani        | Petroșani   |        | Divizia B           |
| CSMS Iași             | Iași        |        | 6°                  |
| Progresul București   | Bucarest    |        | Divizia B           |

## Classifica finale
|    | Classifica            | G  | V  | N  | P  | GF | GS | Dif | Pt |
| -- | --------------------- | -- | -- | -- | -- | -- | -- | --- | -- |
| 1  | Rapid București       | 26 | 13 | 8  | 5  | 39 | 21 | +18 | 34 |
| 2  | Dinamo București      | 26 | 13 | 6  | 7  | 38 | 23 | +15 | 32 |
| 3  | Universitatea Craiova | 26 | 13 | 4  | 9  | 38 | 32 | +6  | 30 |
| 4  | Farul Constanța       | 26 | 11 | 7  | 8  | 38 | 36 | +2  | 29 |
| 5  | Steaua București      | 26 | 10 | 6  | 10 | 36 | 28 | +8  | 26 |
| 6  | U Cluj                | 26 | 9  | 8  | 9  | 31 | 30 | +1  | 26 |
| 7  | Steagul Roșu Brașov   | 26 | 10 | 6  | 10 | 31 | 37 | -6  | 26 |
| 8  | Jiul Petroșani        | 26 | 11 | 3  | 12 | 41 | 32 | -9  | 25 |
| 9  | Petrolul Ploiești     | 26 | 9  | 7  | 10 | 25 | 26 | -1  | 25 |
| 10 | Progresul București   | 26 | 9  | 6  | 11 | 29 | 34 | -5  | 24 |
| 11 | UTA Arad              | 26 | 7  | 10 | 9  | 31 | 36 | -5  | 24 |
| 12 | Dinamo Pitești        | 26 | 10 | 3  | 13 | 34 | 41 | -7  | 23 |
| 13 | CSMS Iași             | 26 | 7  | 7  | 12 | 30 | 53 | -23 | 21 |
| 14 | Politehnica Timișoara | 26 | 6  | 7  | 13 | 33 | 45 | -12 | 19 |

### Verdetti
- Rapid București Campione di Romania 1966-67.
- CSMS Iași e Politehnica Timișoara retrocesso in Divizia B.

### Qualificazioni alle Coppe europee
- Coppa dei Campioni 1967-1968: Rapid București qualificato.